# Salina (New York)
Salina è un comune degli Stati Uniti d'America che si trova nello stato di New York, nella contea di Onondaga.Salina è nord-ovest della città di Syracuse .

## Storia
Salina ha ricevuto il suo nome nel 1797 deriva dalla parola latina sale, poiché la zona venne destinata alla produzione di sale. In quel tempo Salina faceva ancora parte dei comuni di Manlio e Marcellus . Nel marzo 1809, venne riconosciuta l'autonomia del Comune di Salina.
Nel 1847 parte del territorio comunale è entrato a far parte di Syracuse. Posizione di Salina sul canale Erie ha stimolato il suo sviluppo industriale. Oggi, Salina è composto da cinque piccole comunità suburbane Mattydale, Liverpool, Lyncourt, Galeville e una porzione di North Syracuse.